# Phyllota gracilis
Phyllota gracilis är en ärtväxtart som beskrevs av Porphir Kiril Nicolai Stepanowitsch Turczaninow. Phyllota gracilis ingår i släktet Phyllota och familjen ärtväxter. Inga underarter finns listade i Catalogue of Life.